# Диптерозы
Диптерозы (dipterosis; dipteriasis) — болезни человека и животных, вызываемые двукрылыми насекомыми.

## Этиология и эпидемиология
Двукрылые (Diptera) — обширный и процветающий отряд насекомых. Многие представители являются паразитами. Вызываемые двукрылыми у человека и животных болезни имеют широкое распространение, особенно в тёплое время года.
Заболевание чаще обусловлено активным нападением двукрылых на человека и животных — их укусами, либо возникает вследствие внедрения личинок.
Массовое размножение мух в запасах пищи в домах, на предприятиях пищевой промышленности, в продуктовых магазинах и пунктах питания может привести к кишечному миазу при проглатывании с пищей личинок мух и их яиц.

## Клиническая картина и патогенез
Диптерозы подразделяются на личиночные диптерозы, или миазы, и имагинальные диптерозы, вызванные укусами половозрелых двукрылых. Личиночные диптерозы характеризуются эндопаразитизмом личинок; имагинальные диптерозы — болезненными укусами, сопровождающимися местной аллергической реакцией и переносом возбудителей инфекционных заболеваний. 
Среди двукрылых преобладают временные кровососущие эктопаразиты (комары, москиты, слепни и др.), их укусы вызывает зуд, дерматит и другие кожные поражения. Укусы повышают травматизм, мешает сну и отдыху человека (см. кулицидоз, мускидоз, симулидотоксикоз, табанидоз, флеботодермия, хиппобоскоз, цератопогонидоз). Слюна некоторых двукрылых (мошек и др.) содержит токсин, и вызывает сенсибилизацию и аллергию. Особенно опасны массовые укусы (см. Гнус). Укусы комаров вызывают на коже сильно зудящие волдыри. Укусы мошек вызывают образование мелких зудящих красных пятен, последовательно трансформирующихся в буровато-красные папулы, иногда с пузырьками на вершине.
К постоянному паразитизму на покровах млекопитающих перешли такие двукрылые, как Овечий рунец Melophagus ovinus, возбудитель мелофагоза овец. Личинки некоторых мух ведут эктопаразитический образ жизни, питаясь кровью, как например Protocalliphora azurea в гнёздах птиц,  Auchmeromyia senegalensis в хижинах человека.
Личинки многих мух и оводов являются эндопаразитами, вызывая различные миазы, локализуясь в органах, полостях и тканях животных и человека (ЖКТ, головном мозге, лёгких, коже, глазе, носовой и ротовой полости, ушах, сердце и т. д.).
Клиническая картина зависит от вида возбудителей, их локализации, численности, индивидуальной реакции организма человека (см. например, вольфартиоз, гиподерматоз, гастрофилёз, кордилобиоз, симулидотоксикоз, эстроз и т. д.). Наиболее опасны проникновения личинок в мозг, глаз. 
Течение — от лёгких форм, до тяжёлых, возможна глухота, слепота, смерть.

## Инфекции, переносимые двукрылыми
Кровососущие двукрылые являются переносчиками трансмиссивных болезней, таких как малярия, сонная болезнь, онхоцеркоз и другие филяриатозы, лейшманиоз и пр. Имаго многих мух являются механическими переносчиками возбудителей различных бактериальных заболеваний и гельминтозов. Мухи механически переносят возбудителей кишечных инфекций (холеры, дизентерии, брюшного тифа),  туберкулёза, дифтерии, паратифов, сибирской язвы и цисты простейших. На теле мухи находится до 6 млн. бактерий, а в кишечнике — до 28 млн.
Злаковые мухи из рода Hippelates, питаясь около глаз, заносят в них бактерию, вызывающую острый эпидемический конъюнктивит.

## Ветеринарные диптерозы
Двукрылые и их личинки сильно вредят сельскому хозяйству, вызывая болезни домашних пчёл, крупного и мелкого рогатого скота, лошадей, повреждая пищевые запасы, переносят патогенные организмы и т. д.